# Carl Corge
Carl Corge (8. Januar 1865 in Stolzenau an der Weser – nach 1902) war ein deutscher Theaterschauspieler.

## Leben
Hermann Müller in Hannover bereitete ihn für die Bühnenlaufbahn vor, die er am 10. November 1883 am Hoftheater in Hannover betrat und woselbst er als Volontär bis 1894 verblieb. Dann folgten Engagements in Eisenach (1884 bis 1885), Dessau (1885 bis 1886), Lüneburg (1886 bis 1888), Görlitz (1888 bis 1890), Stettin (1890 bis 1891), Brünn (1891 bis 1892), Bremen (1892 bis 1893), Magdeburg (1893 bis 1894), von wo er einem Antrag an das Stadttheater in Straßburg Folge leistete und daselbst als „Othello“ debütierte. Er vertrat das Fach der ersten Helden und Liebhaber, für welches er vortreffliche künstlerische Eigenschaften mitbrachte.
Sein Lebensweg nach 1902 ist ebenso unbekannt wie sein Todesort und -zeitpunkt.